# Lanxoblatta limbata
Lanxoblatta limbata är en kackerlacksart som först beskrevs av Brunner von Wattenwyl 1865.  Lanxoblatta limbata ingår i släktet Lanxoblatta och familjen jättekackerlackor. Inga underarter finns listade i Catalogue of Life.